# 南坎普贝卢
南坎普贝卢是巴西圣卡塔琳娜州的一个市镇。总面积1027.407平方公里，总人口8076人，人口密度7.9人/平方公里。